# Command Chief Master Sergeant

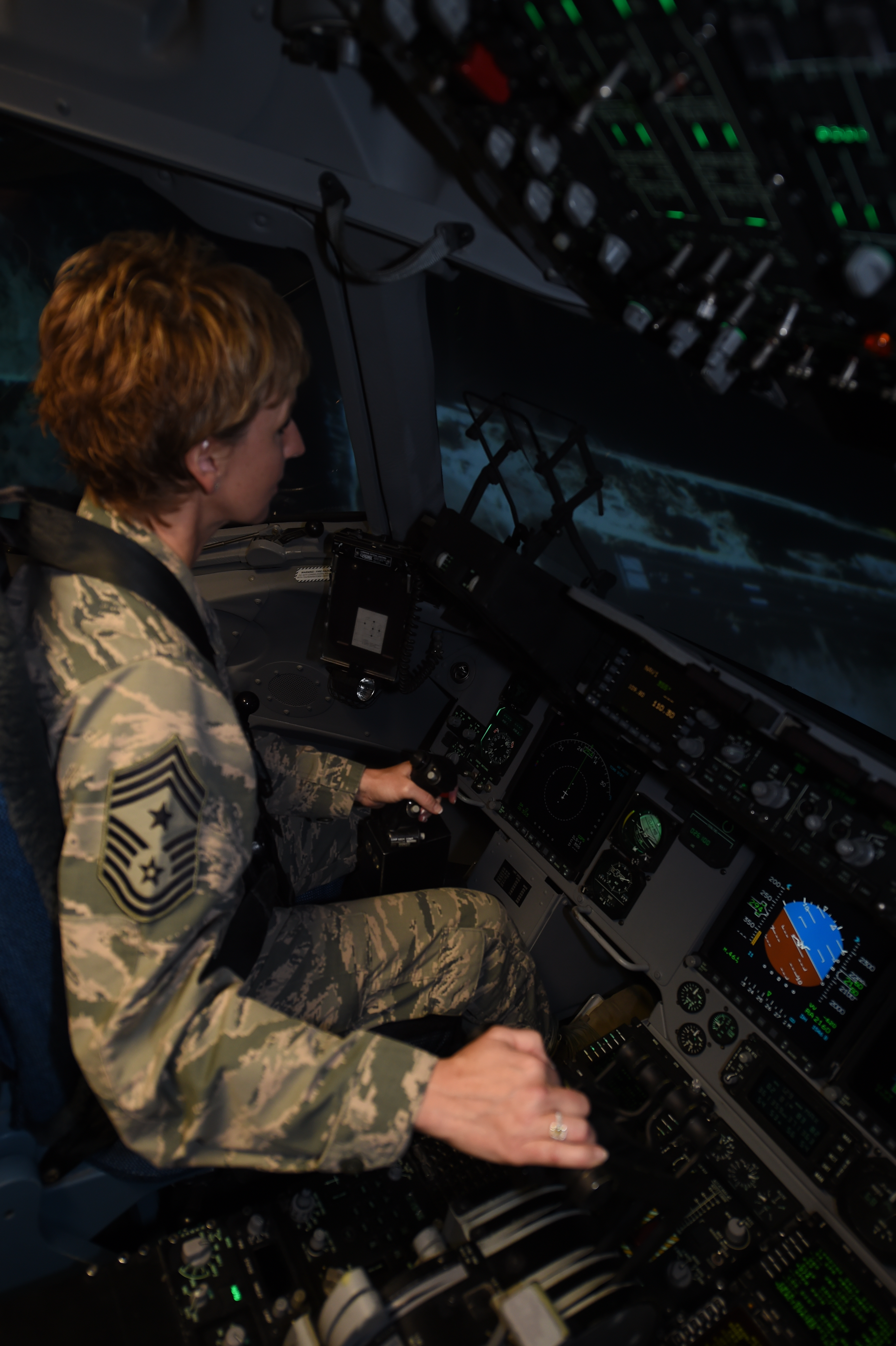
CCMS

Command Chief Master Sergeant-Abzeichen

Command Chief Master Sergeant ist ein Dienstgrad (OR-9) der US Air Force; dieser Dienstgrad gehört zur Gruppe der Non-Commissioned Officer.

## Dienststellung
In der US Air Force ist der  Command Chief Master Sergeant (CCM) der sechste Unteroffiziersgrad; über Chief Master Sergeant und direkt unter Chief Master Sergeant of the Air Force.
| Dienstgrad                       |                               |                                               |
| niedriger: Chief Master Sergeant | Command Chief Master Sergeant | höher: Chief Master Sergeant of the Air Force |